# Le Lab.Ô
 (signalé en juillet 2025).
Si vous disposez d'ouvrages ou d'articles de référence ou si vous connaissez des sites web de qualité traitant du thème abordé ici, merci de compléter l'article en donnant les références utiles à sa vérifiabilité et en les liant à la section « Notes et références ».
- Archive Wikiwix
- Bing
- Cairn
- DuckDuckGo
- E. Universalis
- Gallica
- Google
- G. Books
- G. News
- G. Scholar
- Persée
- Qwant
- (zh) Baidu
- (ru) Yandex
- (wd) trouver des œuvres sur Wikidata

 (février 2021).
Le LabÔ² était une émission diffusée sur France Ô, présenté par Sébastien Folin. Elle est diffusée de octobre 2011 à juin 2015. le dimanche, à 19 h 50 et rediffusée le lundi, à 9 h. 
En 2015, l'émission a été diffusée les dimanches à 18 h 45 puis les mardis à 22 h 45 sur France Ô.

## Principe
Chaque semaine, Sébastien Folin et ses laborantins se réunissent dans leur laboratoire. L'émission débute par l'interview d'un invité mystère dont l'identité doit être découverte par le présentateur.
Une séquence intitulée l'« Interview Inversée » suit, le présentateur étant interrogé par ses invités à propos de leurs parcours, vérifiant ce qu'il en sait.
Sébastien Folin est accompagné par Tanguy Pastureau, Frédérick Sigrist, Dandyguel et Hélène Mannarino.

## Présentateur
- Sébastien Folin

## Chroniqueurs
- Tanguy Pastureau
- Frédérick Sigrist
- Hélène Mannarino
- et le freestyler Dandyguel

## Anciens chroniqueurs
- Juliette Fievet
- Cartman
- Alexandra Apikian : Chroniqueuse twitteuse
- Noémie de Lattre